# Calamar comú
El calamar comú o calamar europeu (Loligo vulgaris) es una espècie de mol·lusc cefalòpode de la família Loliginidae. N'hi ha les costes des del Mar del Nord fins com a mínim la costa occidental d'Àfrica. Viu des de nivell de mar fins fondàries de 500 m. El seu mantell fa uns 40 cm de llarg. Es pesca en grans quantitats. El seu principal depredador és Dasyatis brevicaudata.

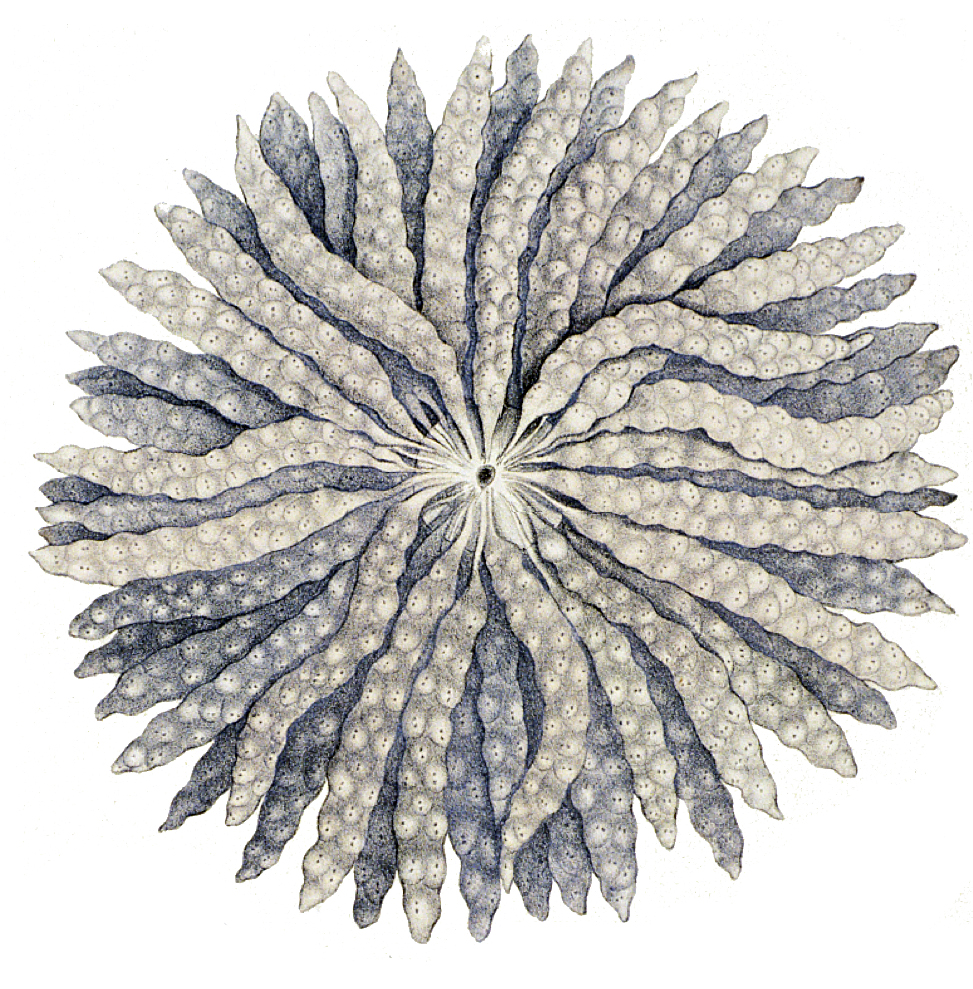
Massa d'ous
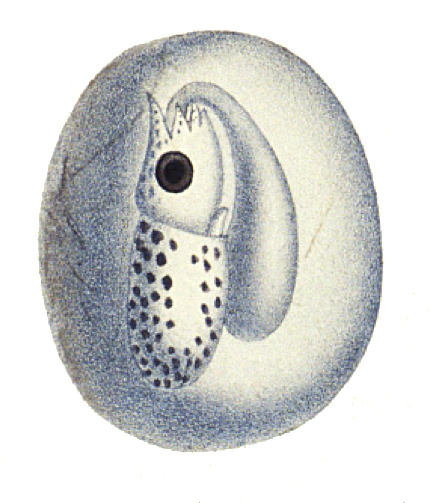
Embrió
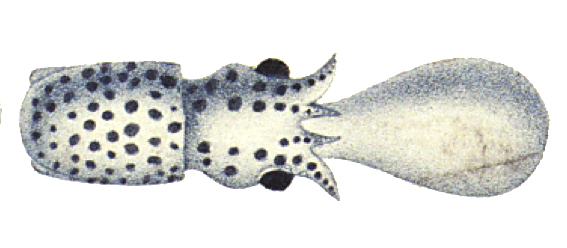
Embrió
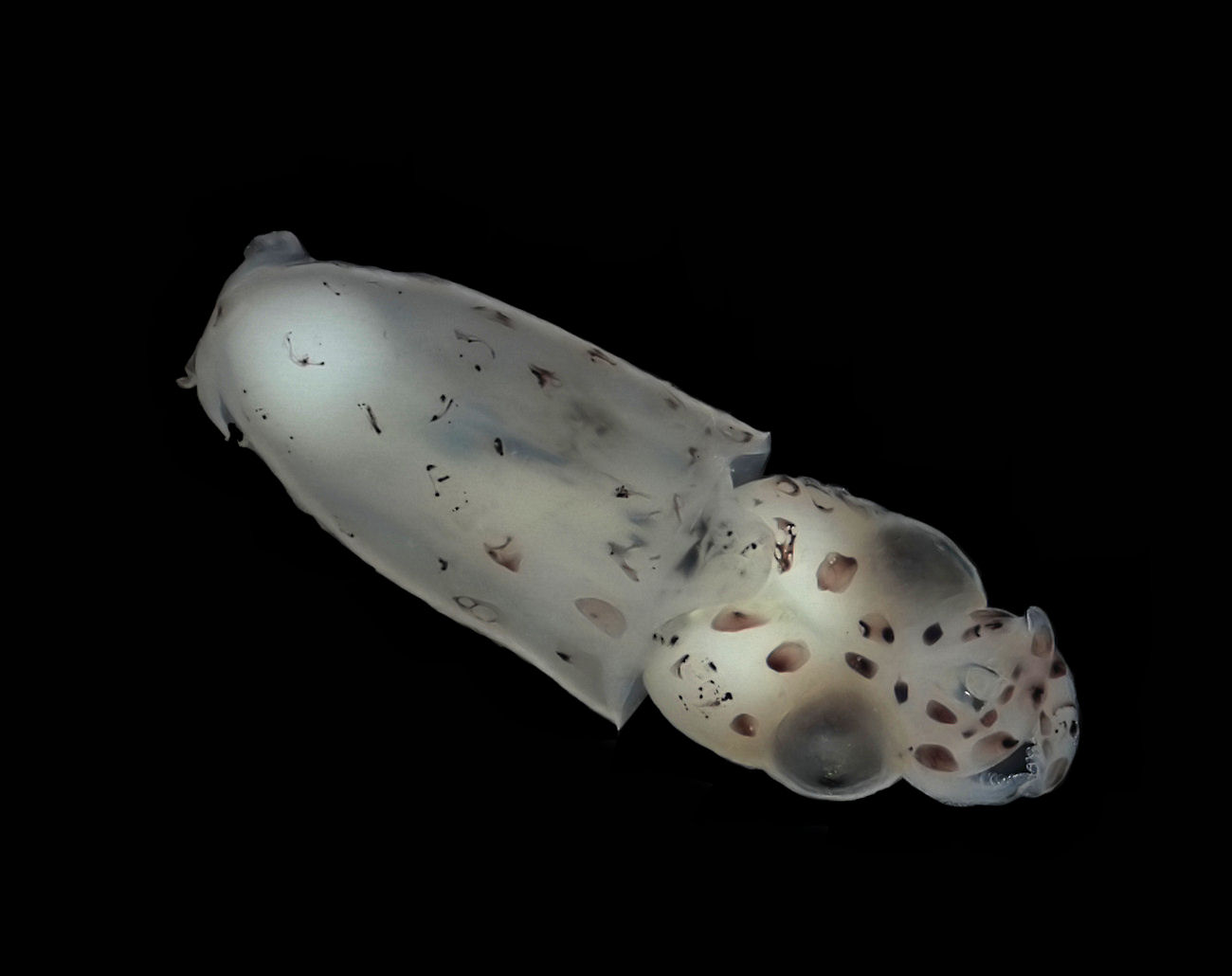
juvenil